# Hemiphyllodactylus
Genre
Hemiphyllodactylus est un genre de geckos de la famille des Gekkonidae.

## Répartition
Les 64 espèces de ce genre se rencontrent en Asie du Sud-Est, en Asie du Sud, en Asie de l'Est et en Océanie.

## Liste des espèces
Selon The Reptile Database (24 janvier 2025) :
- Hemiphyllodactylus arakuensis Agarwal et al., 2019[3]
- Hemiphyllodactylus aurantiacus (Beddome, 1870)
- Hemiphyllodactylus banaensis Ngo Van Tri et al., 2014
- Hemiphyllodactylus bintik Grismer et al., 2015
- Hemiphyllodactylus bokor Neang et al., 2024[4]
- Hemiphyllodactylus bonkowskii Nguyen et al., 2020[5]
- Hemiphyllodactylus cattien Yushchenko et al., 2023[6]
- Hemiphyllodactylus changningensis Guo et al., 2015
- Hemiphyllodactylus chiangmaiensis Grismer et al., 2014
- Hemiphyllodactylus cicak Cobos et al., 2016
- Hemiphyllodactylus dalatensis Do et al., 2021[7]
- Hemiphyllodactylus dupanglingensis Zhang et al., 2020[8]
- Hemiphyllodactylus dushanensis Zhou & Liu, 1981
- Hemiphyllodactylus engganoensis Grismer et al., 2014
- Hemiphyllodactylus flaviventris Sukprasert et al., 2018[9]
- Hemiphyllodactylus ganoklonis Zug, 2010
- Hemiphyllodactylus gengmaensis Zhou et al., 2024[10]
- Hemiphyllodactylus goaensis Khandekar et al., 2021[11]
- Hemiphyllodactylus harterti (Werner, 1900)
- Hemiphyllodactylus hongkongensis Sung et al., 2018[12]
- Hemiphyllodactylus houaphanensis Luu et al., 2024[13]
- Hemiphyllodactylus huishuiensis Yan et al., 2016[14]
- Hemiphyllodactylus indosobrinus Eliades et al., 2019[15]
- Hemiphyllodactylus insularis Taylor, 1918
- Hemiphyllodactylus jinghongensis Zhou et al., 2024[16]
- Hemiphyllodactylus jinpingensis Zhou & Liu, 1981
- Hemiphyllodactylus jnana Agarwal et al., 2019[3]
- Hemiphyllodactylus khlonglanensis Sukprasert et al., 2018[9]
- Hemiphyllodactylus kiziriani Nguyen et al., 2014
- Hemiphyllodactylus kolliensis Agarwal et al., 2019[3]
- Hemiphyllodactylus kyaiktiyoensis Grismer et al., 2020[17]
- Hemiphyllodactylus larutensis (Boulenger, 1900)
- Hemiphyllodactylus linnwayensis Grismer et al., 2017[18]
- Hemiphyllodactylus longlingensis Zhou & Liu, 1981
- Hemiphyllodactylus lungcuensis Luu et al., 2023[19]
- Hemiphyllodactylus margarethae Brongersma, 1931
- Hemiphyllodactylus menglianensis Zhou et al., 2024[16]
- Hemiphyllodactylus mengsongcunensis Zhou et al., 2024[16]
- Hemiphyllodactylus minimus Mohapatra et al., 2020[20]
- Hemiphyllodactylus montawaensis Grismer et al., 2017[18]
- Hemiphyllodactylus nahangensis Do et al., 2020[21]
- Hemiphyllodactylus ngocsonensis Nguyen et al., 2020[5]
- Hemiphyllodactylus ngwelwini Grismer et al., 2020[17]
- Hemiphyllodactylus nilgiriensis Agarwal et al., 2020[22]
- Hemiphyllodactylus pardalis Grismer et al., 2020[23]
- Hemiphyllodactylus peninsularis Agarwal et al., 2020[22]
- Hemiphyllodactylus pinlaungensis Grismer et al., 2020[17]
- Hemiphyllodactylus samkos Neang et al., 2024[4]
- Hemiphyllodactylus serpispecus Eliades et al., 2019[15]
- Hemiphyllodactylus simaoensis Agung et al., 2022[24]
- Hemiphyllodactylus tehtarik Grismer et al., 2013
- Hemiphyllodactylus titiwangsaensis Zug, 2010
- Hemiphyllodactylus tonywhitteni Grismer et al., 2017[18]
- Hemiphyllodactylus typus Bleeker, 1860
- Hemiphyllodactylus uga Grismer et al., 2018[25]
- Hemiphyllodactylus vanhoensis Luu et al., 2024[13]
- Hemiphyllodactylus yanshanensis Agung et al., 2022[24]
- Hemiphyllodactylus yunnanensis (Boulenger, 1903)
- Hemiphyllodactylus ywanganensis Grismer et al., 2018[25]
- Hemiphyllodactylus zalonicus Grismer et al., 2021[26]
- Hemiphyllodactylus zayuensis Jiang et al., 2020[27]
- Hemiphyllodactylus zhutangxiangensis Agung et al., 2021[28]
- Hemiphyllodactylus zugi Nguyen et al., 2013
- Hemiphyllodactylus zwegabinensis Grismer et al., 2020[17]

## Publication originale
- Bleeker, 1860 : Reptilien van Agam aangeboden door E.W.A. Ludeking. Natuurkundig Tijdschrift voor Nederlandsch Indie, Batavia, vol. 20, p. 325-329 (texte intégral).